# Génération de 1880
L'expression génération de 1880 (Generación del 80) désigne en Argentine l'élite gouvernante de la période 1880-1916. Ses membres, issus de l'oligarchie, se regroupèrent tout d'abord dans la Ligue des gouvernants, puis au sein du Parti autonomiste national, qui fusionnait les forces politiques de la période précédente. Dans l’historiographie argentine, cette période est désignée sous le nom de République conservatrice.
Ils ont détenu les principales fonctions de commandement politiques, économiques, militaires et religieuses, se maintenant au pouvoir en grande partie grâce à la fraude électorale. Malgré l'opposition croissante de l'Union civique radicale et des mouvements anarchistes et socialistes formés par les ouvriers immigrés, ils ont exercé le pouvoir de façon presque despotique pendant plus de trois décennies, jusqu'à la promulgation de la loi Sáenz Peña sur le suffrage universel, obligatoire et secret, qui marque le début de la transition vers le système politique argentin contemporain.

## Présidence
| Portrait               | Nom                               | Période     | Mandat          | Mandat          | Appartenance politique     | Notes |
| ---------------------- | --------------------------------- | ----------- | --------------- | --------------- | -------------------------- | --- |
| Julio Argentino Roca.  | Julio Argentino Roca (1843-1914)  | 1880 - 1886 | 12 octobre 1880 | 12 octobre 1886 | Parti autonomiste national | 1er mandat. Il met en place l'enseignement public, laïc et gratuit.                                           |
| Miguel Juárez Celman.  | Miguel Juárez Celman (1844-1909)  | 1886 - 1892 | 12 octobre 1886 | 6 août 1890     | Parti autonomiste national | Chassé du pouvoir par la révolution du Parc.                                                                  |
| Carlos Pellegrini.     | Carlos Pellegrini (1846-1906)     | 1886 - 1892 | 6 août 1890     | 12 octobre 1892 | Parti autonomiste national | Il prend la suite de Celman par sa fonction de vice-président. Fondateur de la Banque de la Nation argentine. |
| Luis Sáenz Peña.       | Luis Sáenz Peña (1822-1907)       | 1892 - 1898 | 12 octobre 1892 | 22 janvier 1895 | Parti autonomiste national | Il démissionne.                                                                                               |
| José Evaristo Uriburu. | José Evaristo Uriburu (1831-1914) | 1892 - 1898 | 22 janvier 1895 | 12 octobre 1898 | Parti autonomiste national | Il prend la suite de Peña par sa fonction de vice-président.                                                  |
| Julio Argentino Roca.  | Julio Argentino Roca (1843-1914)  | 1898 - 1904 | 12 octobre 1898 | 12 octobre 1904 | Parti autonomiste national | 2e mandat. |
| Manuel Quintana.       | Manuel Quintana (1835-1906)       | 1904 - 1910 | 12 octobre 1904 | 12 mars 1906 †  | Parti autonomiste national | Premier président à mourir dans l'exercice de ses fonctions.                                                  |
| José Figueroa Alcorta. | José Figueroa Alcorta (1860-1931) | 1904 - 1910 | 12 mars 1906    | 12 octobre 1910 | Parti autonomiste national | Il prend la suite de Quintana par sa fonction de vice-président. Sous son mandat a lieu la Semaine rouge.     |
| Roque Sáenz Peña.      | Roque Sáenz Peña (1851-1914)      | 1910 - 1916 | 12 octobre 1910 | 9 août 1914 †   | Parti autonomiste national | La loi Sáenz Peña met en place le suffrage universel. Il meurt dans l'exercice de ses fonctions.              |
| Victorino de la Plaza. | Victorino de la Plaza (1840-1919) | 1910 - 1916 | 9 août 1914     | 12 octobre 1916 | Parti autonomiste national | |